# Aliprando Caprioli
Aliprando Caprioli (* Trient, † um 1600) war ein italienischer Kupferstecher.

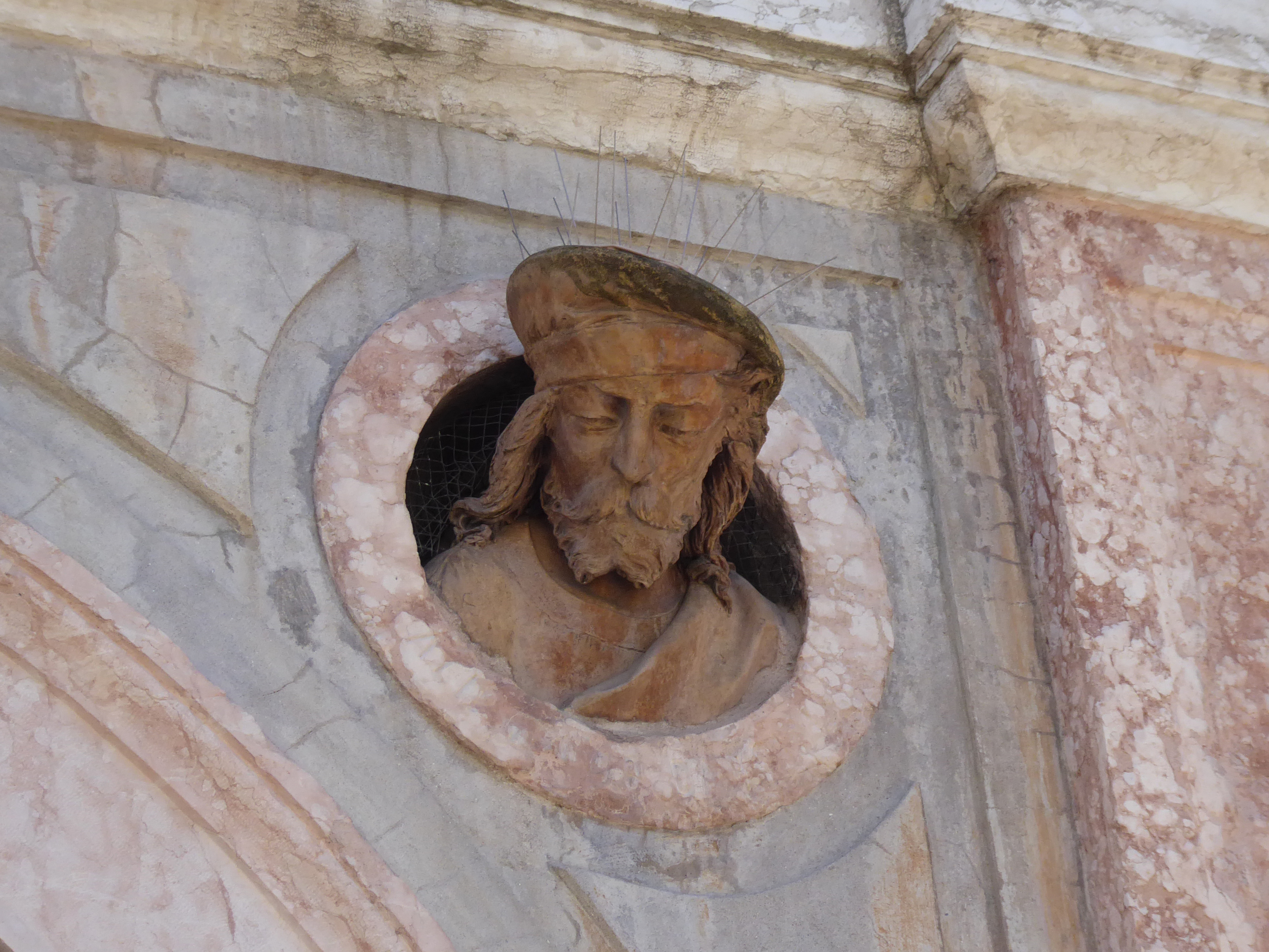
Büste von Aliprando Caprioli an der Fassade des Palazzo Ranzi, Trient

## Leben
Über seine Person sind keine biographischen Daten bekannt, außer der Tatsache, dass er aus der Stadt Trient stammte, was aus dem Adjektiv „Tridentinus“ hervorgeht, mit dem er seine Werke signierte. Man weiß jedoch, dass er zwischen 1575 und 1599 in Rom arbeitete, wo er wahrscheinlich von der Trientiner Adelsfamilie Madruzzo eingeführt wurde. Hier genoss er großes Ansehen und war Mitglied der Virtuosi del Pantheon.
Eine Analyse seines Stils lässt vermuten, dass er Schüler des flämischen Kupferstechers Cornelis Cort war. Er arbeitete ausschließlich auf diesem Gebiet und seine Haupttätigkeit bestand in der Reproduktion berühmter Gemälde, darunter das Letzte Abendmahl von Tizian und die Hochzeit zu Kana von Taddeo Zuccari. Zu seinen späteren Werken gehört einer seiner berühmtesten Stiche, das Leben und die Wunder des Heiligen Benedikt, das mehrfach nachgedruckt wurde und dem Architekten Vincenzo Seregni als Vorlage für die Schnitzereien im Holzchor der Kirche San Vittore al Corpo in Mailand diente. Das berühmteste und anspruchsvollste Werk des Kupferstechers stammt jedoch aus dem Jahr 1596 mit der Serie der Porträts von hundert berühmten Hauptmännern.
Zahlreiche Werke befinden sich im Nationalmuseum in Trient, im Stadtmuseum in Bassano und im Istituto Centrale per la grafica in Rom.